# پایونیا

قبیله‌های پایونیا و حومه

در جغرافیای باستان، پایونیا (به یونانی: Παιονία) سرزمینی در منطقهٔ تراکیه و سکونت‌گاه پایونیایی‌ها بوده است اما محدوده و مرزهای آن دقیقاً مشخص نیست. در عهد یونان کلاسیک، ممکن است پایونیا شامل سرتاسر درهٔ رود واردار و مناطق همجوار آن بوده باشد، که امروزه شامل نوار باریکی در امتداد قسمت شمالی منطقهٔ مقدونیه در یونان، قسمت اعظم کشور امروزی مقدونیه و بخش کوچکی از جنوب غربی بلغارستان می‌شود. پایونیا به شمال مقدونیهٔ باستان (که امروزه تقریباً معادل منطقهٔ مقدونیه در یونان است) چسبیده بود و در جنوب شرقی داردانیا (تقریباً معادل کوزووی امروزی) واقع شده بود. در شرق آن، تراکیایی‌های و در غرب آن ایلیریایی‌ها سکونت داشتند.